# Будне (Охтирський район)
Бу́дне —  село в Україну Охтирській міській громаді Охтирського району Сумської області. Населення становить 103 осіб. Колишній орган місцевого самоврядування — Староіванівська сільська рада.

## Географія
Село Будне знаходиться на відстані 4 км від річок Ворскла і Олешня. На відстані до 2-х км розташовані села Новопостроєне і Борзівщина. До села примикають лісові масиви (дуб).

## Населення

### Мова
Розподіл населення за рідною мовою за даними перепису 2001 року:
| Мова            | Кількість | Відсоток |
| --------------- | --------- | -------- |
| українська      | 98        | 95.15%   |
| російська       | 4         | 3.88%    |
| інші/не вказали | 1         | 0.97%    |
| Усього          | 103       | 100%     |

## Уродженці
Багно Сергій Вікторович — український військовик, учасник російсько-української війни.